# Revolución Mexicana, Hidalgo
Revolución Mexicana är en ort i Mexiko.   Den ligger i kommunen Jaltocán och delstaten Hidalgo, i den sydöstra delen av landet, 200 km norr om huvudstaden Mexico City. Revolución Mexicana ligger 185 meter över havet och antalet invånare är 135.
Terrängen runt Revolución Mexicana är kuperad åt sydost, men åt nordväst är den platt. Runt Revolución Mexicana är det ganska tätbefolkat, med 248 invånare per kvadratkilometer. Närmaste större samhälle är Huejutla de Reyes, 10,6 km öster om Revolución Mexicana. I omgivningarna runt Revolución Mexicana växer i huvudsak städsegrön lövskog.